# Xenornis setifrons
Xenornis setifrons là một loài chim trong họ Thamnophilidae.